# Naval Air Station North Island
Naval Air Station North Island eller NAS North Island (IATA: NZY, ICAO: KNZY) er en flådestation i USA. Den er beliggende ved byen Coronado ved San Diego Bugten. Den er en del af United States Navys største militære-industrielle kompleks Naval Base Coronado.
I januar 2016 havde over 230 hangarskibsbaserede fly base på NAS, ligesom to af flådens hangarskibe havde hjemhavn her. 

## Historie
Basen blev åbnet i 1917 som Naval Air Station San Diego, som var navnet indtil 1955. 
Hangarskibene USS Carl Vinson (CVN-70) og USS Theodore Roosevelt (CVN-71) havde i 2016 hjemhavn på NAS, ligesom 18 eskadriller med fly havde deres base her. 

## Galleri
- North Island i 1924
- Fire hangarskibe (USS Constellation (CVN-64), USS Carl Vinson (CVN-70), USS Nimitz (CVN-68), USS John C. Stennis (CVN-74) på North Island i 2002.
- Tre hangarskibe (U.S.S. Carl Vinson, U.S.S. Nimitz, USS Ronald Reagan (CVN-76)) på North Island i 2010